# Monument (Oregon)
Monument és una població dels Estats Units a l'estat d'Oregon. Segons el cens del 2000 tenia 151 habitants.

## Demografia
Segons el cens del 2000, Monument tenia 151 habitants, 68 habitatges, i 41 famílies. La densitat de població era de 108 habitants per km².
Dels 68 habitatges en un 26,5% hi vivien nens de menys de 18 anys, en un 47,1% hi vivien parelles casades, en un 7,4% dones solteres, i en un 39,7% no eren unitats familiars. En el 32,4% dels habitatges hi vivien persones soles l'11,8% de les quals corresponia a persones de 65 anys o més que vivien soles. El nombre mitjà de persones vivint en cada habitatge era de 2,22 i el nombre mitjà de persones que vivien en cada família era de 2,78.
Per edats la població es repartia de la següent manera: un 25,2% tenia menys de 18 anys, un 7,3% entre 18 i 24, un 27,2% entre 25 i 44, un 23,8% de 45 a 60 i un 16,6% 65 anys o més.
L'edat mediana era de 35 anys. Per cada 100 dones de 18 o més anys hi havia 113,2 homes.
La renda mediana per habitatge era de 24.000$ i la renda mediana per família de 45.714$. Els homes tenien una renda mediana de 38.750$ mentre que les dones 21.250$. La renda per capita de la població era de 15.814$. Aproximadament el 6,8% de les famílies i el 17,1% de la població estaven per davall del llindar de pobresa.

## Poblacions més properes
El següent diagrama mostra les poblacions més properes.